# 龙栖峭腹蛛
龙栖峭腹蛛（学名：Tmarus longqicus）为蟹蛛科峭腹蛛属的动物。在中国大陆，分布于福建等地。该物种的模式产地在福建龙栖山。